# Halsband-Schwindling
Der Halsband-Schwindling (Marasmius rotula) ist eine Pilzart aus der Familie der Schwindlingsverwandten.

## Merkmale
Der Hut erreicht einen Durchmesser von 0,5 bis 1,5 Zentimetern. Er ist weiß bis falb weißlich gefärbt. In der Mitte besitzt er eine gräuliche Tönung. Die Kappe ist stark gefurcht, so dass sie eine fallschirmartige Form erhält. Die Lamellen verlaufen stark aufsteigend und sind zu einem Kollar (Halsband) zusammengeheftet, das um die Stielspitze herum verläuft.
Der Stiel wird zwei bis fünf, manchmal sieben Zentimeter lang. Er ist dünn und hornartig zäh. Seine Oberfläche ist glatt und glänzend, unter den Lamellen weißlich. Später wird er rotbraun und im Alter schwärzlich.
Die Sporen messen 8 bis 10 (12) × 3,5 bis 5 (5,5) Mikrometer. Die Cheilozystiden und Huthautelemente sind als Bürstenzellen ausgebildet.

## Artabgrenzung
Die typische Verwechslungsmöglichkeit ist das Käsepilzchen (Marasmius bulliardii). Es unterscheidet sich durch etwas kleinere und dunklere Hüte sowie das Vorkommen auf abgefallenen Blättern. Gelegentlich wird noch das Nadel-Käsepilzchen (Marasmius wettsteinii) unterschieden, das auf Nadeln wächst. Außerdem sind die Lamellen etwas dichter, und seine Stiele besitzen nie seitliche Verzweigungen.

## Ökologie
Der Halsband-Schwindling ist unter anderen in Buchen-, Eichen-Hainbuchen- und Eichen-Wäldern sowie in verschiedenen Forsten, Waldlichtungen und an Waldwegrändern zu finden. Dabei besiedelt er frische bis feuchte, aber auch wechselnasse Böden. Diese sind meist basisch oder neutral, manchmal auch mäßig sauer und unterschiedlich gesättigt an Basen und Nährstoffen.
Der Pilz lebt als Saprobiont an abgefallenen morschen Ästen und Zweigen. Diese sind meist recht dünn und können berindet oder entrindet sowie auch vergraben sein. In seltenen Fällen wächst er auch an Blättern oder in der Streu. Die besiedelten Substrate sind in erster Linie Laubhölzer, vor allem Rotbuche, seltener ist er an Nadelhölzern wie der Gemeinen Fichte zu finden. Die Fruchtkörper erscheinen meist in kleinen Gruppen zwischen Juni und November, bei entsprechenden Witterungsbedingungen bereits ab Ende April.

## Verbreitung
Der Halsband-Schwindling ist boreosubtropisch bis boreal verbreitet. So ist er in der Holarktis sowie in Nordindien, Westpakistan und im Iran zu finden. In der Holarktis ist er in Nordamerika, Europa inklusive der Kanaren und in Nordasien (Sibirien, Japan) anzutreffen. In Europa reicht das Gebiet von Großbritannien und Frankreich im Westen bis Estland und zum Ural in Russland, sowie zur Ukraine im Osten und südwärts bis Spanien, Italien, Serbien, Bulgarien und Rumänien und nordwärts bis zu den Hebriden, Norwegen und Schweden. In Deutschland ist die Art mehr oder weniger dicht verbreitet, mit regionalen Verdichtungsstellen.